# Bisexualité dans la Grèce antique

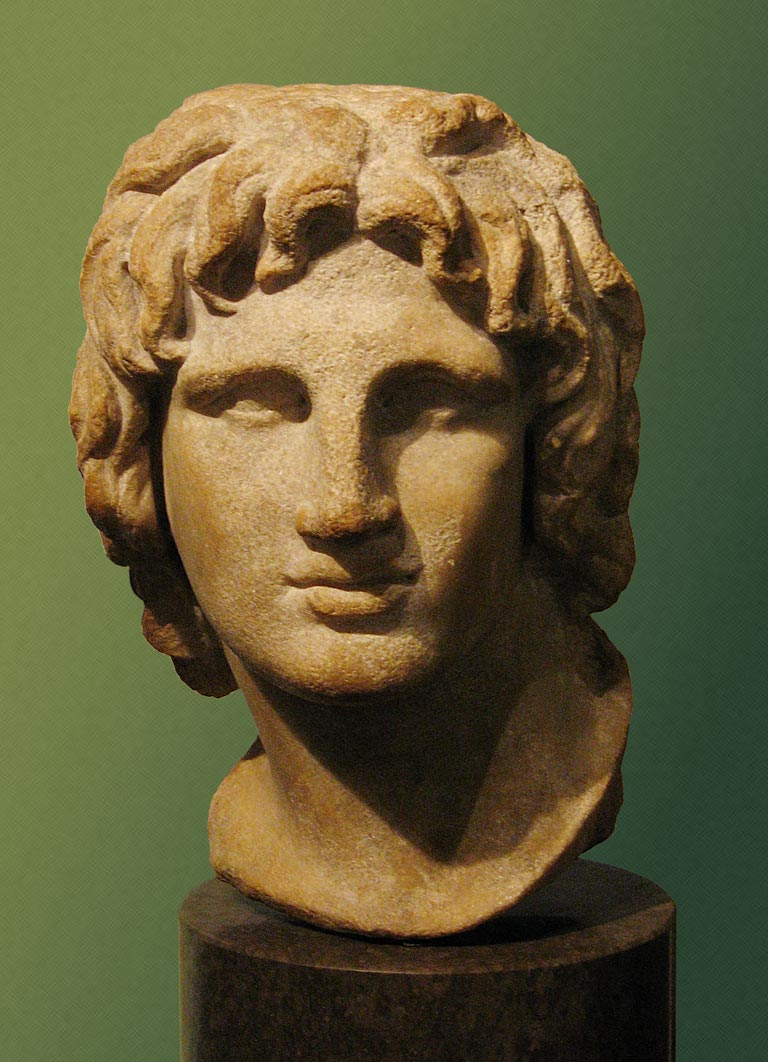
Assurément l'une des figures les plus importantes de l'Antiquité, Alexandre le Grand est aussi connu pour sa bisexualité,,, son amour pour Héphaestion étant resté célèbre jusqu'à nos jours.

La bisexualité (c'est-à-dire l'attirance physique, sexuelle ou amoureuse pour les individus de différents genres) est omniprésente en Grèce antique. À cette époque, les hommes étaient tenus de se marier et de fonder une famille. Dans un même temps, l'amour d'hommes légèrement plus âgés envers des adolescents (pédérastie) était encouragé, bien que très réglementé, comme un moyen d'éducation de la jeunesse masculine.

## Avant-propos

### Sens particulier du terme «bisexualité» dans l'Antiquité
Certains intellectuels, tels Luc Brisson ou Eva Cantarella, avancent que dans le contexte de l'Antiquité, le terme de bisexualité peut revêtir, au-delà du sens actuel, celui de la possession simultanée des organes sexuels masculins et féminins. En Grèce antique, si ce cas se présentait chez un nouveau-né, le bébé était considéré comme un « monstre », et immédiatement mis à mort.

### Considérations générales

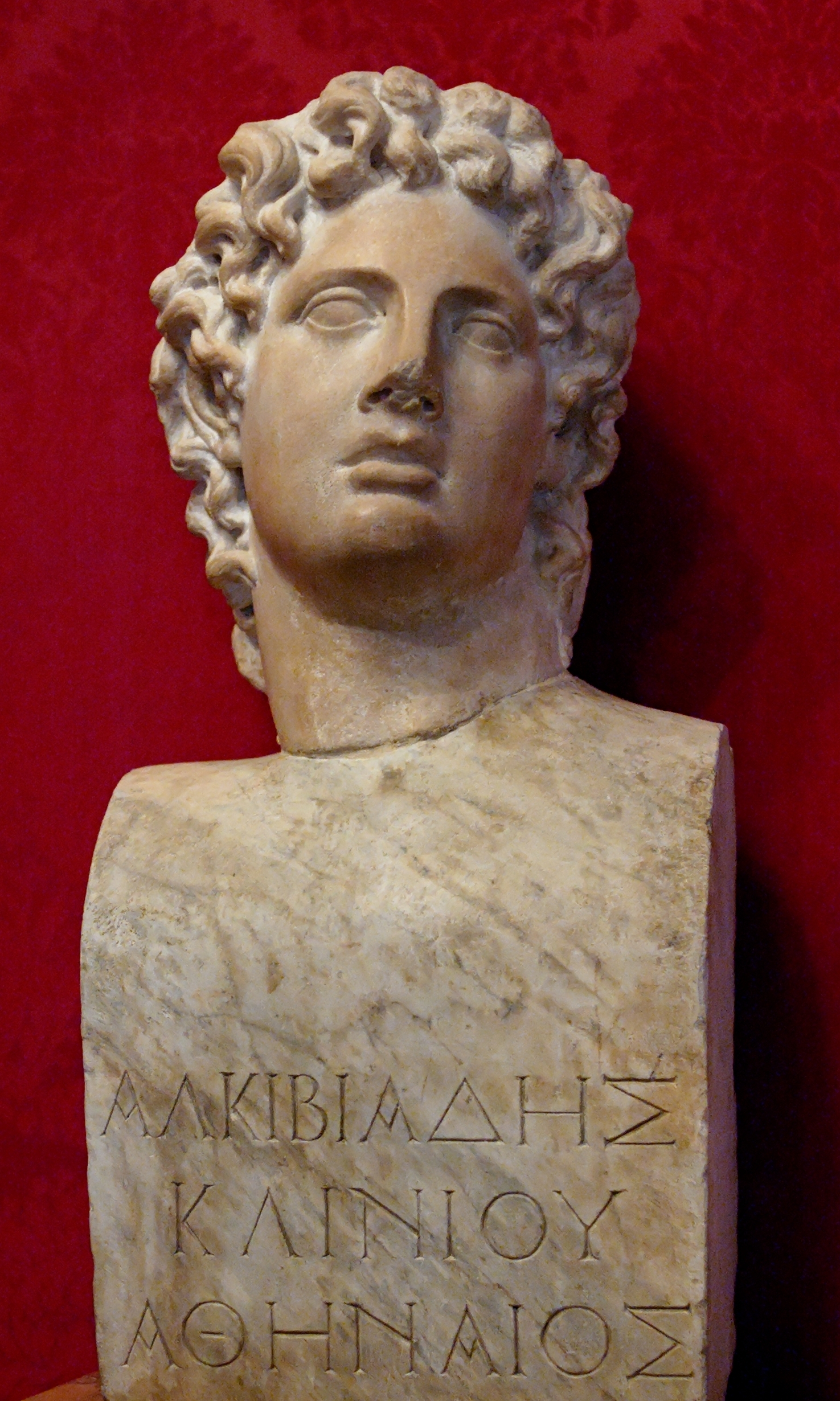
Les sources d'époque présentent la vie amoureuse d'Alcibiade ainsi : lorsqu'il était jeune, il détournait les hommes de leurs épouses, et lorsqu'il était plus âgé, il détournait les femmes de leurs maris.

Pour comprendre la bisexualité grecque antique, il faut garder à l'esprit que les pratiques et les normes culturelles et sociales des Grecs de cette époque étaient sensiblement différentes de celles d'aujourd'hui : les Grecs ne dressaient pas, comme la culture occidentale du début du XXIe siècle le fait souvent, de séparation étanche entre un comportement sexuel hétérosexuel et homosexuel,. Seuls importaient les rapports de domination : l'homme qui pénètre est vu comme viril, alors que la personne qui se fait pénétrer (homme  comme femme) est toujours considérée comme inférieure. De fait, pour un homme dominant, peu importe le sexe de la personne qu'il pénètre.
Dans la société grecque ancienne, qui est patriarcale, une relation hétérosexuelle ne pose pas de problème : elle ne fait que confirmer que l'homme (actif) est supérieur à la femme (passive). De manière analogue, lorsqu'un homme pénètre un adolescent, cela ne fait que refléter la supériorité du premier sur le second, qu'elle soit économique, sociale ou politique,.
De façon plus générale, il est important de garder à l'esprit que, dans la Grèce antique, les hommes ne se définissaient pas selon une certaine orientation sexuelle : les concepts d'hétérosexualité, d'homosexualité et même de bisexualité sont des notions modernes, qui n'existaient pas du temps de l'Antiquité ; constatant la pratique d'une sexualité de fait bisexuelle, mais sans revendication de l'être, Élisabeth Badinter use de l'expression « bisexualité sans implications identitaires. »
Il n'existe ainsi pas deux types de désirs, l'un homosexuel et l'autre hétérosexuel ; seule importait l'attraction envers une « belle » personne, quel que soit son sexe. Un homme peut s'enticher à la fois d'une belle femme et d'un adolescent,. Ainsi Michel Foucault estime-il dans L'Usage des plaisirs que dans le cadre grec antique, c'est l'appétit naturel envers de « belles » personnes qui conduit à s'enamourer de quelqu'un, que ce soit un homme ou une femme. C'est pour cela que Foucault lui-même use du terme « bisexualité » dans le cadre de son étude de la sexualité masculine grecque antique,.
Les Grecs anciens ne connaissaient non seulement pas la séparation entre comportement homosexuel et hétérosexuel, mais ne l'auraient probablement jamais comprise.
Il convient aussi de préciser que l'homosexualité était très rare, et non acceptée socialement ; l'amour des hommes ne détournait, ni ne devait détourner, de l'amour des femmes. La société grecque antique, profondément homophobe, ne tolérait pas que l'on s'écarte du cycle eromenos, erastes, époux et père de famille : les hommes efféminés ou les « coureurs de garçons »  tardifs étaient moqués, méprisés, vilipendés.

## La pédérastie
La pédérastie grecque consiste en une relation amoureuse entre un citoyen et un jeune homme appelé à le devenir (généralement âgé de douze à dix-huit ans). Le plus âgé dans cette relation était l'« amant » (εραστης) alors que le plus jeune était appelé l'« aimé » (ερωμενος). 

### Un but éducatif, une pratique encadrée
Dans ce contexte, ces relations ont avant tout un rôle éducatif : l'homme plus âgé se doit de consacrer ses efforts à la formation du jeune homme, pour en faire un citoyen respectable, en retour, celui-ci doit s'offrir à son amant. Outre la jeunesse, c'est l'absence de pilosité sur les cuisses, les fesses et les joues qui sont jugés constituer l'attrait exercé par les jeunes hommes. 
Les règles régissant les relations homosexuelles étaient alors strictes : s'il est tout à fait normal pour un homme de déclarer publiquement son amour d'un beau jeune homme, il est en revanche jugé inapproprié pour un homme plus âgé de trouver attirant un autre homme mûr. L'homme mûr devait tenir le rôle actif durant la relation sexuelle ; en prenant de l'âge, le jeune homme se doit, lui, de ne plus tenir le rôle passif dans une relation homosexuelle.
L'amant est légèrement plus âgé que l'aimé ; l'homme le plus âgé dans la relation ayant généralement entre 20 et 30 ans. Un Athénien « normal » ne s'engagerait pas dans la pédérastie passé 40 ans. De puissants liens entre l'amant et l'aimé pouvaient durer toute la vie durant, même si les relations sexuelles étaient dans ce cas désapprouvées, voire réprimés. Cette relation est donc censée être temporaire, et doit (théoriquement) s'achever et laisser place à de l'amitié platonique dès l'apparition des premiers poils de barbe de l'aimé. Toutefois, l'expression des relations de types pédérastiques dans l'Antiquité grecque comporte également une part de rhétorique.
Ce modèle sexuel et éducatif a vécu très longtemps : de l'époque minoenne (2700 av. J.-C.) à la chute de l'Empire romain occidental (Ve siècle apr. J.-C.).

### Cas particuliers
À Sparte et en Crète, les amants étaient censés s'intéresser davantage aux aptitudes physiques et morales du jeune homme qu'à sa beauté. À Sparte, le lien unissant les deux hommes était si fort que le plus âgé était tenu responsable du comportement du plus jeune, et réprimandé en cas de faute, notamment du manque de courage de son protégé.

## Mariage, vie de famille et procréation
La pratique de la pédérastie n'est en aucun cas exclusive d'une vie sexuelle hétérosexuelle : on attend de tout citoyen qu'il se marie et ait des enfants, qu'il soit déjà engagé dans une relation homosexuelle ou non,. Par coutume, ceux qui s'engagent dans un rôle actif dans une relation pédérastique sont des hommes mariés, qui entretiennent d'un autre côté une vie amoureuse et sexuelle hétérosexuelle.
Les relations sexuelles hétérosexuelles, dans le cadre du mariage, sont socialement regardées comme l'expérience sexuelle la plus importante, puisqu'elles conduisent à la procréation. En revanche, comme certains mariages sont arrangés par les familles, la relation sexuelle maritale peut ne pas être la plus épanouissante de toutes.
Dans le mariage, une grande différence d'âge est généralement constatée : alors que la mariée est adolescente (le plus souvent entre quatorze et dix-huit ans), l'époux a la trentaine. La préférence pour des épouses plus jeunes vient probablement de la volonté des maris d'« éduquer » leurs épouses pour qu'elles gèrent les affaires de la maison comme ils le souhaitent. Elle renforce également l'attitude patriarcale des Grecs, notamment leur opinion d'une infériorité intellectuelle féminine.
À Athènes, seules les épouses légitimes peuvent donner naissance à des citoyens : garantir leur chasteté, et plus particulièrement prévenir toute relation extra-maritale pour ces femmes est donc une préoccupation essentielle, non seulement pour leur famille, mais pour la cité tout entière. Ainsi, séduire l'épouse d'un autre est un crime très grave, car cela peut induire le doute sur l'ascendance des enfants nés de cette femme. En dépit de cette interdiction formelle, il est moralement acceptable pour un homme de s'engager dans des relations sexuelles avec des concubines, des prostitués, des étrangers ou des esclaves ; seule l'épouse est contrainte à la fidélité absolue.

### La perception des épouses de la bisexualité masculine
La sexualité hétérosexuelle et maritale a été profondément influencée par la place qu'occupent les relations homosexuelles dans la société et la culture grecques antiques, et la durée de ces pratiques tout au long de l'histoire de la Grèce. Peu d'informations nous sont parvenues sur la perception qu'avaient les femmes des affaires homosexuelles extra-conjugales de leurs maris. On a pu estimer comme la situation des femmes mariées était bien peu enviable, puisqu'elles devaient se soumettre à la volonté de leurs maris et leur rester fidèles, alors que les époux étaient, eux, libres de s'engager dans des relations annexes, en particulier avec des jeunes hommes.
Cependant, il est possible que les adolescents aient été non seulement une concurrence pour les épouses, détournant l'attention de leurs maris envers eux seuls, mais aussi pour les maris. En effet, à un certain âge, les garçons commençaient à vouloir sortir d'une relation strictement homosexuelle pour s'intéresser aux femmes, et possiblement à celles de leurs amants.

## Autres aspects de la bisexualité grecque antique

### La bisexualité féminine
Contrairement à la pédérastie éducative, les relations homosexuelles entre les femmes n'avaient comparativement pas d'importance dans la bonne marche de la cité : ainsi, contrairement à la bisexualité masculine, les philosophes ne s'y sont pas intéressés. De fait, nous savons très peu de choses sur la place qu'occupaient les amours lesbiennes dans la vie des femmes grecques, et comment cela influençait leurs relations avec les hommes.
En pratique, les informations qui nous sont parvenues sur cet aspect de la vie des femmes grecques (à l'exception du peu qu'en disaient les hommes) nous proviennent de Sappho. D'une famille aristocratique, elle est mariée, et de cette union naît une fille.

### Les mythes

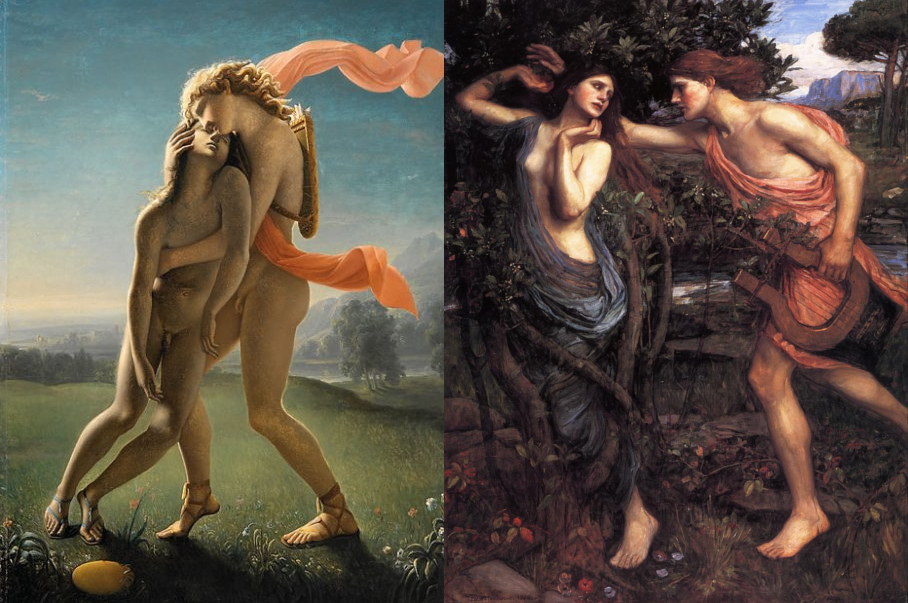
Le Dieu grec Apollon a poursuivi de ses ardeurs aussi bien des hommes que des femmes (La Mort d'Hyacinthe de Jean Broc et Apollon et Daphné de John William Waterhouse).

Les mythes grecs ont la particularité de mentionner trois cas différents de bisexualité, chacun avec un sens différent : celle de Tirésias, qui change de sexe par décision divine ; celle d'Hermaphrodite (la bisexualité dans le sens d'être bisexué) et celle qui concerne les sentiments amoureux, celle qu'évoque Aristophane dans son éloge d'Éros dans Le Banquet de Platon.
Dans les mythes grecs, de nombreux dieux sont eux-mêmes engagés dans des amours bisexuelles. Zeus, l'époux d'Héra, a séduit le mortel Ganymède ; Poséidon, le mari d'Amphitrite, s'est engagé dans des relations homosexuelles avec Pélops ; Apollon a séduit de nombreuses femmes, dont Coronis (ainsi naquit Asclépios), mais s'est aussi engagé dans des relations avec des jeunes hommes, notamment Hyacinthe et Cyparisse.
De même dans Le Banquet de Platon, Aristophane relate un mythe platonicien : à l'origine, il y avait trois types d'êtres humains, les mâles, les femelles et l'androgyne. Chaque être était pourvu de deux sexes : le mâle avait deux pénis, la femelle deux vagins, alors que l'androgyne possédait les deux sexes. Voulant se rebeller contre les dieux, ces êtres se retrouvent coupés en deux par Zeus en guise de châtiment ; pris de pitié pour l'espèce humaine, il demande toutefois à Apollon de les soigner afin qu'ils ne meurent pas de cette blessure. Malgré leur guérison, les êtres humains, à présent séparés, n'ont de cesse que de chercher à se retrouver par l'union sexuelle : ainsi le récit explique-t-il les attirances des hommes envers les hommes, les attirances des hommes envers les femmes, et les attirances des femmes envers les femmes. Dans le même texte, Phèdre estime que l'amour ultime « fait que les hommes, comme les femmes mourraient pour leur moitié », citant en exemple Alceste, prête à se sacrifier pour son mari Admète, et Achille, prêt à mourir pour Patrocle.
Enfin, nombre de héros grecs sont également bisexuels : Théocrite, dans ses Idylles, relate le désespoir d'Hercule, ayant perdu son amant Hylas, kidnappé par des nymphes, séduites par sa beauté. Ce mythe est d'ailleurs utilisé par Théocrite pour consoler Nicias du départ de son aimé, en cherchant à le convaincre qu'il est naturel pour un jeune homme de rechercher à un moment donné l'amour des femmes ; si Hercule s'était résigné à perdre son Hylas, Nicias pouvait lui aussi faire de même avec son aimé.
Néanmoins, selon Bernard Sergent, il en est des mythes grecs comme de la réalité sociale : les mythes qui évoquent l'homosexualité indiquent toujours une initiation. Ce n'est qu'à la fin de la période classique et à la période hellénistique alors que se multiplient les récits mentionnant la pédérastie qu'apparaissent des mythes qui en font un usage hors de tout contexte initiatique.

### Esclavage et prostitution
Des lois athéniennes prohibaient aux esclaves de rentrer dans les gymnases, où nombre de relations pédérastiques se nouaient. Il leur était également interdit de s'engager dans des relations avec des hommes nés libres ; en revanche les esclaves devaient rester à l'entière disposition de leurs maîtres, notamment sur le plan sexuel. Des lois similaires, dans la ville de Véria, interdisent non seulement aux esclaves, mais aussi aux affranchis, à leurs enfants, aux prostitués, aux ivrognes et aux fous d'approcher un gymnase : l'objectif est de protéger la jeunesse de mauvaises influences, et empêcher des relations vulgaires et anti-éducatives. Un discours d'Eschine indique que la punition pour un esclave qui chercherait à séduire un jeune est de cinquante coups de fouet.
Cependant, certains esclaves de confiance, qu’on appelait les « pédagogues », étaient dans certaines familles chargés par leur propriétaires de « protéger » leurs enfants des avances indésirables.

### Structures militaires
Une homosexualité passagère, précédant un mariage hétérosexuel, se retrouve dans certaines armées du temps de la Grèce antique. Ainsi, d'après Xénophon, des jeunes mercenaires grecs, partis combattre à Chypre, ont pris au passage des jeunes garçons, pour leur servir de partenaires sexuels.

## Les représentations de la bisexualité grecque antique

### La perception des contemporains

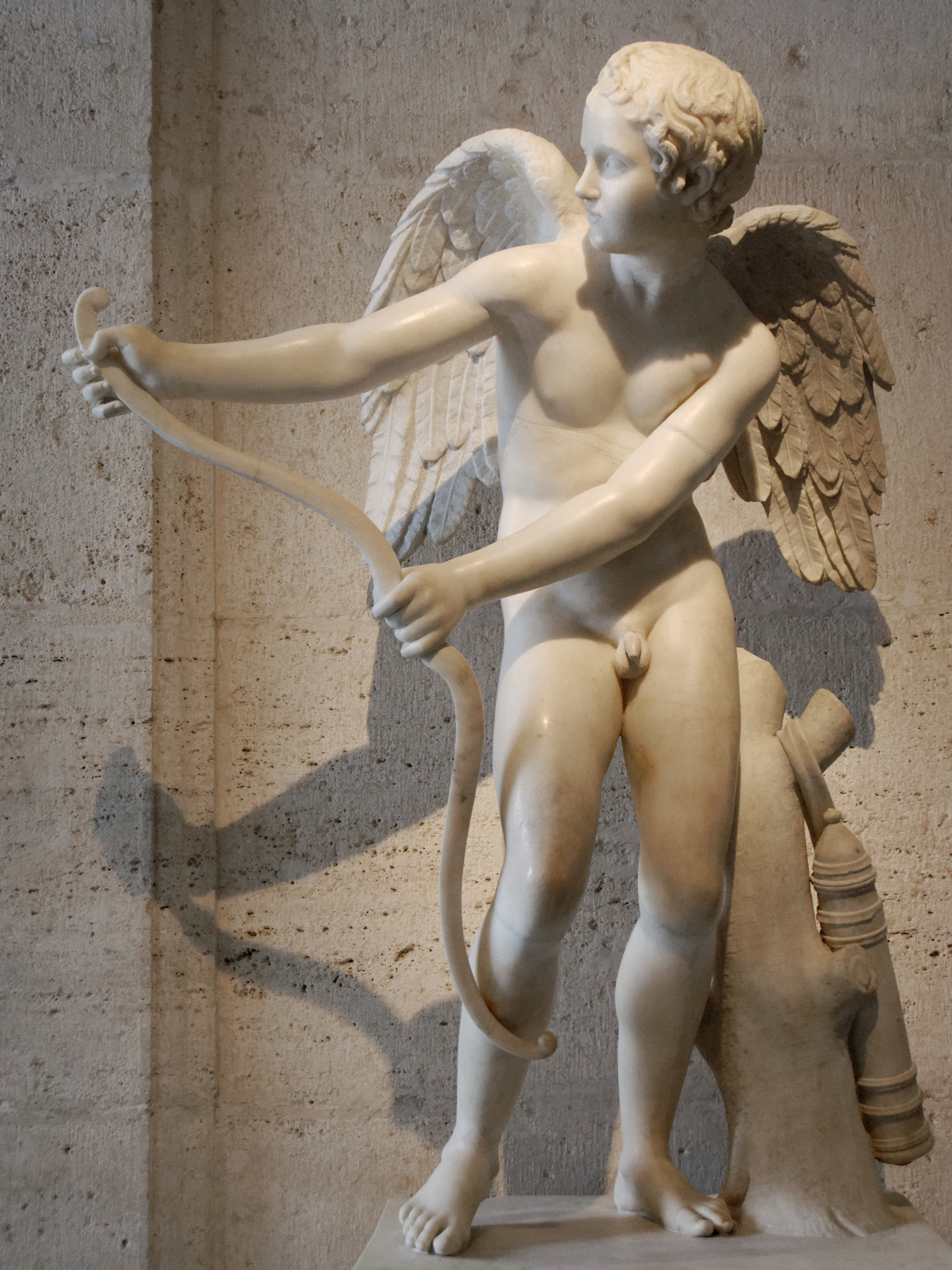
L'Amour bandant son arc. Dans la Grèce antique, deux notions sont attribuées à Éros : nul ne peut échapper à ses flèches, et Éros lie indifféremment des personnes de même sexe, comme de sexes différents.

Des philosophes grecs, contemporains de ces pratiques, se sont penchés sur cette question. Dans Le Banquet de Platon, écrit au IVe siècle av. J.-C., ce qui pourrait bien faire de lui le plus ancien traité grec sur l'Amour, notamment entre hommes, Agathon rapproche le rapport sexuel, et l'éjaculation qui en découle, à la transmission du savoir, du plus expérimenté vers le plus jeune, à la manière d'un vase plein (le maître) qui remplit un vase vide (l'élève). 
Socrate oppose à cette vision très classique de l'époque une autre approche, qu'il déclare tenir d'une étrangère : l'éducation « féminine », basée sur la procréation. Socrate est par exemple lui-même bisexuel. Ses relations avec Alcibiade sont restées connues jusqu'à nos jours ; dans l’Alcibiade majeur, Socrate dit être le premier éraste d'Alcibiade ; Aristodème est qualifié d'éraste de Socrate, et cela signifie seulement qu'il est plus vieux que Socrate. Socrate est souvent troublé à la vue de beaux jeunes gens, comme Charmide par exemple.
Platon, quant à lui, rejette catégoriquement la pédérastie, où il voit une « conduite si dégradante », et une pratique qui est, dit-il, « source de tant de maux non seulement privés mais publics ». Il s'interroge dans les Lois, sur le remède à trouver pour « se préserver d’un tel danger » (τοιούτου κινδύνου), si contraire au but visé par le législateur dans la cité, c’est-à-dire l’acquisition de la vertu. Plus nettement encore, il considère l’amour masculin comme contre nature ; le personnage de l’Athénien s’adresse à Mégillos de Lacédémone et Clinias de Crète en ces termes : « Si, dans le domaine sexuel, on suit la nature (άκολουθῶν τῇ φύσει), on redonnera force de loi à ce qui se faisait avant Laïos et l’on interdira d’user, comme de femmes, d’hommes et de jeunes garçons dans ces relations, appelant en témoignage la nature animale pour montrer que, dans les relations sexuelles, le mâle ne s’attaque pas au mâle, parce que ce serait contre nature. ». Pour lui, l'amant devrait davantage se consacrer à l'âme du jeune homme qu'à son corps. Eschine quant à lui développe dans un discours[réf. nécessaire] une opinion nuancée, déclarant qu'il a, dans sa jeunesse, été en relations avec de jeunes hommes, mais il ne condamne pas ce type d'amour en général, mais seulement les « amours mercenaires. »
Pour Zénon de Cition, le fondateur de l'école stoïcienne, il faudrait choisir ses partenaires sexuels non pas en fonction de leur sexe ou de leur genre, mais en fonction de leurs qualités personnelles.
Outre Le Banquet de Platon, déjà mentionné ci-dessus, on trouve de très nombreux documents anciens mentionnant la bisexualité grecque à l'époque antique, parmi lesquels la Lettre à Ménécée d'Épicure.
Le thème de la comparaison de l'amour des femmes et de l'amour des jeunes hommes, et de leurs avantages respectifs, est un classique de la littérature grecque ancienne, et est fréquemment débattu par les hommes d'esprit. Par exemple, Ératosthène fait l'apologie des relations avec les femmes : celles-ci durent bien plus longtemps que celles avec les garçons, puisque la beauté de ces derniers s'évanouit avec l'apparition d'une barbe. Plutarque apporte lui aussi sa préférence à l'amour des femmes, mais pour une raison différente : partager toute sa vie avec son épouse mène à la vertu. Strabon[Où ?], pour sa part, indique que ses goûts le poussent davantage du côté des jeunes hommes.

### Art
Les relations pédérastiques sont abondamment présentes dans les représentations artistiques de l'époque, notamment sur des poteries ; elles sont présentées comme faisant partie des expériences habituelles des hommes de bonne société. Il convient de noter que des relations sexuelles sont peu souvent explicitement dépeintes, bien qu'ayant retenu beaucoup l'attention des universitaires.

## Postérité

### La question de la postérité dans la Rome antique
La bisexualité romaine a parfois été mise sous le compte de son hellénisation ; Paul Veyne s'inscrit en faux contre cette interprétation, jugeant que « Rome n'a pas attendu l'hellénisation pour avoir de l'indulgence envers une certaine forme d'amour masculine. » Il remarque cependant que l'on peut beaucoup rapprocher la bisexualité grecque et romaine, citant notamment la poésie d'Horace, dans laquelle il « répète qu'il adore les deux sexes », les pièces de Plaute, et plus globalement la littérature latine dans son ensemble, notant que « un des thèmes consacrés de la littérature légère était de mettre en parallèle les deux amours et de comparer leurs agréments respectifs. »

### Études contemporaines
De nos jours, la bisexualité grecque antique demeure l'un des exemples de société bisexuelle (ou « non-hétérosexuelle ») dans l'histoire les plus fréquemment cités et les mieux connus du grand public. Elle est également présente dans les travaux ou réflexions de penseurs importants de la bisexualité moderne : Freud se base sur l'exemple de la bisexualité grecque antique pour avancer ses théories de la bisexualité psychique dans Trois essais sur la théorie sexuelle. De même, un autre théoricien moderne de la bisexualité, Wilhem Stekel, estime dans Bi-Sexual Love (1920) « qu'un seul peuple a formellement reconnu la nature bisexuelle de l'homme : les Grecs. »
La reconnaissance et l'étude des pratiques homosexuelles dans la Grèce antique sont restés longtemps limitées, en particulier sur la question de leurs « origines. » Les universitaires et savants étudiant la Grèce antique au début du XXe siècle sont en effet extrêmement réticents à l'idée de reconnaître ce qu'ils considèrent à l'époque comme un « défaut », dans une civilisation autrement louée comme un modèle de rationalité. C'est en 1907 que l'Allemand Erich Bethe s'est proposé de répondre à la question des origines : il affirme dans un article que ces pratiques auraient été importées des Doriens, peuple de conquérants venus du nord. Cette approche, bien que dénoncée comme fausse dès les années 1950, jouit pendant un certain temps de l'approbation générale ; le prétexte d'une influence étrangère permettant de « laver » le peuple grec de l'invention de ces pratiques homosexuelles.